# Kalush
Kalush – ukraiński zespół hip hopowy z Kałusza, założony przez rapera Ołeha Psiuka, multiinstrumentalistę Ihora Didenczuka oraz DJ-a MC Kilimmena w 2019, a w 2021 poszerzony o projekt Kalush Orchestra. Jako Kalush Orchestra reprezentanci Ukrainy i zwycięzcy 66. Konkursu Piosenki Eurowizji (2022).
Wspópracowali z takimi artystami jak: Skofka, Alyona Alyona, Kozak Siromaha, Tember Blanche, Szpaku, Skip czy Gedz.

## Historia
Zespół powstał w 2019 roku i został nazwany od miasta Kałusz, leżącego w obwodzie iwanofrankiwskim, z którego pochodzi lider zespołu – Ołeh Psiuk. 17 października 2019 muzycy opublikowali na YouTubie swój debiutancki teledysk do utworu „Ne marynuj”, który nakręcili na ulicach Kałusza. Reżyser teledysku Delta Arthur znany jest ze swojej współpracy reżyserskiej przy produkcji teledysków raperki Alyony Alyony. Po wydaniu drugiego teledysku do utworu „Ty honysz” w listopadzie 2019 zespół podpisał umowę z amerykańską wytwórnią hip-hopową Def Jam Recordings. 19 lutego 2021 muzycy wydali debiutancki album pt. Hotin, nagrali także z raperem Skofką album pt. Jo-jo, który miał premierę 23 lipca 2021.
W 2021 ogłosili poszerzenie składu o Tymofija Muzyczuka oraz Witalija Dużyka i uruchomienie równoległego projektu Kalush Orchestra, który w przeciwieństwie do głównego nurtu muzycznego zespołu skupia się na rapie z motywami ludowymi oraz ukraińskiej muzyce tradycyjnej. 12 lutego 2022 zaprezentowali utwór „Stefania” w finale narodowych selekcji eurowizyjnych Vidbir, w których ostatecznie zajęli drugie miejsce. Po wycofaniu kandydatury zwyciężczyni koncertu, Aliny Pasz, grupa została oficjalnym reprezentantem Ukrainy w 66. Konkursie Piosenki Eurowizji. Od początku grupa uchodziła za faworytów do wygranej. 10 maja grupa wystąpiła w pierwszym półfinale konkursu i z pierwszego miejsca zakwalifikowała się do jego finału, który wygrała, zdobywając łącznie 631 punktów.

## Dyskografia

### Albumy studyjne
| Rok                                                     | Dane dot. albumu                                                                | Najwyższa pozycja na liście |
| Rok                                                     | Dane dot. albumu                                                                | LTU                         |
| ------------------------------------------------------- | ------------------------------------------------------------------------------- | --------------------------- |
| 2021                                                    | Hotin - Wydany: 19 lutego 2021 - Wytwórnia: Columbia Records                    | –                           |
| 2021                                                    | Jo-jo (gościnnie: Skofka) - Wydany: 23 lipca 2021 - Wytwórnia: Columbia Records | 54                          |
| „–” oznacza, że album nie był notowany na danej liście. |                                                                                 |                             |

### Single
Jako główni artyści
| Rok                                                      | Tytuł                                                                | Najwyższe pozycje na listach | Najwyższe pozycje na listach | Najwyższe pozycje na listach | Najwyższe pozycje na listach | Najwyższe pozycje na listach | Najwyższe pozycje na listach | Najwyższe pozycje na listach | Najwyższe pozycje na listach | Najwyższe pozycje na listach | Najwyższe pozycje na listach | Najwyższe pozycje na listach | Najwyższe pozycje na listach | Najwyższe pozycje na listach | Najwyższe pozycje na listach | Najwyższe pozycje na listach | Najwyższe pozycje na listach | Najwyższe pozycje na listach | Najwyższe pozycje na listach | Najwyższe pozycje na listach | Najwyższe pozycje na listach | Najwyższe pozycje na listach | Certyfikat             | Album |
| Rok                                                      | Tytuł                                                                | UKR                          | UKR                          | UKR                          | UKR                          | AUT                          | CZE                          | FIN                          | GRE                          | NLD                          | IRL                          | CAN                          | LTU                          | GER                          | NOR                          | SVK                          | SWI                          | SWE                          | HUN                          | UK                           | ITA                          | WNP                          | Certyfikat             | Album |
| Rok                                                      | Tytuł                                                                | AirPlay                      | Radio                        | YouTube                      | All Media                    | AUT                          | Digital                      | FIN                          | GRE                          | NLD                          | IRL                          | Digital                      | LTU                          | GER                          | NOR                          | Digital                      | SWI                          | SWE                          | HUN                          | UK                           | ITA                          | WNP                          | Certyfikat             | Album |
| -------------------------------------------------------- | -------------------------------------------------------------------- | ---------------------------- | ---------------------------- | ---------------------------- | ---------------------------- | ---------------------------- | ---------------------------- | ---------------------------- | ---------------------------- | ---------------------------- | ---------------------------- | ---------------------------- | ---------------------------- | ---------------------------- | ---------------------------- | ---------------------------- | ---------------------------- | ---------------------------- | ---------------------------- | ---------------------------- | ---------------------------- | ---------------------------- | ---------------------- | ----- |
| 2019                                                     | „Ne marynuj”                                                         | –                            | –                            | –                            | –                            | –                            | –                            | –                            | –                            | –                            | –                            | –                            | –                            | –                            | –                            | –                            | –                            | –                            | –                            | –                            | –                            | –                            |                        | Hotin |
| 2019                                                     | „Ty gonysz”                                                          | –                            | –                            | –                            | –                            | –                            | –                            | –                            | –                            | –                            | –                            | –                            | –                            | –                            | –                            | –                            | –                            | –                            | –                            | –                            | –                            | –                            |                        | Hotin |
| 2019                                                     | „Gory” (gościnnie: Alyona Alyona)                                    | –                            | –                            | 21                           | 37                           | –                            | –                            | –                            | –                            | –                            | –                            | –                            | –                            | –                            | –                            | –                            | –                            | –                            | –                            | –                            | –                            | –                            |                        | Hotin |
| 2020                                                     | „Kent”                                                               | –                            | –                            | –                            | –                            | –                            | –                            | –                            | –                            | –                            | –                            | –                            | –                            | –                            | –                            | –                            | –                            | –                            | –                            | –                            | –                            | –                            |                        | Hotin |
| 2020                                                     | „Tipok”                                                              | –                            | –                            | 41                           | 84                           | –                            | –                            | –                            | –                            | –                            | –                            | –                            | –                            | –                            | –                            | –                            | –                            | –                            | –                            | –                            | –                            | –                            |                        | Hotin |
| 2020                                                     | „Wirus”                                                              | –                            | –                            | –                            | –                            | –                            | –                            | –                            | –                            | –                            | –                            | –                            | –                            | –                            | –                            | –                            | –                            | –                            | –                            | –                            | –                            | –                            | –                      |       |
| 2020                                                     | „Wayb”                                                               | –                            | –                            | –                            | –                            | –                            | –                            | –                            | –                            | –                            | –                            | –                            | –                            | –                            | –                            | –                            | –                            | –                            | –                            | –                            | –                            | –                            |                        | Hotin |
| 2020                                                     | „Góry” (gościnnie: Alyona Alyona, Gedz, Skip)                        | –                            | –                            | –                            | –                            | –                            | –                            | –                            | –                            | –                            | –                            | –                            | –                            | –                            | –                            | –                            | –                            | –                            | –                            | –                            | –                            | –                            |                        | –     |
| 2020                                                     | „W trendi pafos”                                                     | –                            | –                            | –                            | –                            | –                            | –                            | –                            | –                            | –                            | –                            | –                            | –                            | –                            | –                            | –                            | –                            | –                            | –                            | –                            | –                            | –                            |                        | –     |
| 2020                                                     | „Bimbo”                                                              | –                            | –                            | –                            | –                            | –                            | –                            | –                            | –                            | –                            | –                            | –                            | –                            | –                            | –                            | –                            | –                            | –                            | –                            | –                            | –                            | –                            |                        | –     |
| 2020                                                     | „Takih jak ja” (gościnnie: Yarmak)                                   | –                            | –                            | –                            | –                            | –                            | –                            | –                            | –                            | –                            | –                            | –                            | –                            | –                            | –                            | –                            | –                            | –                            | –                            | –                            | –                            | –                            |                        | –     |
| 2020                                                     | „Zori”                                                               | 10                           | 6                            | 11                           | 11                           | –                            | –                            | –                            | –                            | –                            | –                            | –                            | –                            | –                            | –                            | –                            | –                            | –                            | –                            | –                            | –                            | 164                          |                        | Hotin |
| 2020                                                     | „Woda” (gościnnie: Alyona Alyona)                                    | –                            | –                            | –                            | –                            | –                            | –                            | –                            | –                            | –                            | –                            | –                            | –                            | –                            | –                            | –                            | –                            | –                            | –                            | –                            | –                            | –                            |                        | –     |
| 2020                                                     | „Otaman” (gościnnie: Skofka)                                         | –                            | –                            | –                            | –                            | –                            | –                            | –                            | –                            | –                            | –                            | –                            | –                            | –                            | –                            | –                            | –                            | –                            | –                            | –                            | –                            | –                            |                        | Jo-jo |
| 2021                                                     | „Ne zabudu”                                                          | –                            | –                            | 94                           | –                            | –                            | –                            | –                            | –                            | –                            | –                            | –                            | –                            | –                            | –                            | –                            | –                            | –                            | –                            | –                            | –                            | –                            |                        | –     |
| 2021                                                     | „Pirna’ju” (gościnnie: Stanislavska)                                 | –                            | –                            | –                            | –                            | –                            | –                            | –                            | –                            | –                            | –                            | –                            | –                            | –                            | –                            | –                            | –                            | –                            | –                            | –                            | –                            | –                            |                        | –     |
| 2021                                                     | „Halepa” (gościnnie: YuYu)                                           | –                            | –                            | –                            | –                            | –                            | –                            | –                            | –                            | –                            | –                            | –                            | –                            | –                            | –                            | –                            | –                            | –                            | –                            | –                            | –                            | –                            |                        | –     |
| 2021                                                     | „Dodomu” (gościnnie: Skofka)                                         | 2                            | 20                           | 2                            | 1                            | –                            | –                            | –                            | –                            | –                            | –                            | –                            | –                            | –                            | –                            | –                            | –                            | –                            | –                            | –                            | –                            | 788                          | - POL: złota płyta     | Jo-jo |
| 2021                                                     | „Dawaj naczistotu” (gościnnie: Skofka)                               | 10                           | –                            | 16                           | 27                           | –                            | –                            | –                            | –                            | –                            | –                            | –                            | –                            | –                            | –                            | –                            | –                            | –                            | –                            | –                            | –                            | –                            |                        | Jo-jo |
| 2021                                                     | „Taksi” (gościnnie: Chrystyna Sołowij)                               | 13                           | 13                           | 14                           | 21                           | –                            | –                            | –                            | –                            | –                            | –                            | –                            | –                            | –                            | –                            | –                            | –                            | –                            | –                            | –                            | –                            | 205                          |                        | –     |
| 2021                                                     | „Khwyli” (gościnnie: Jerry Heil)                                     | 7                            | 79                           | 10                           | 14                           | –                            | –                            | –                            | –                            | –                            | –                            | –                            | –                            | –                            | –                            | –                            | –                            | –                            | –                            | –                            | –                            | –                            |                        | –     |
| 2021                                                     | „Mala w 19”                                                          | –                            | –                            | 28                           | 36                           | –                            | –                            | –                            | –                            | –                            | –                            | –                            | –                            | –                            | –                            | –                            | –                            | –                            | –                            | –                            | –                            | –                            |                        | –     |
| 2021                                                     | „Stomber Womber” (jako Kalush Orchestra)                             | –                            | –                            | 65                           | –                            | –                            | –                            | –                            | –                            | –                            | –                            | –                            | –                            | –                            | –                            | –                            | –                            | –                            | –                            | –                            | –                            | –                            |                        | –     |
| 2021                                                     | „Kalus’ki weczorn’jtsi” (gościnnie: Tember Blanche)                  | –                            | –                            | 15                           | 19                           | –                            | –                            | –                            | –                            | –                            | –                            | –                            | –                            | –                            | –                            | –                            | –                            | –                            | –                            | –                            | –                            | –                            |                        | –     |
| 2022                                                     | „Son’jaczna” (gościnnie: Salto Nazad, Skofka)                        | –                            | –                            | 21                           | 25                           | –                            | –                            | –                            | –                            | –                            | –                            | –                            | –                            | –                            | –                            | –                            | –                            | –                            | –                            | –                            | –                            | –                            |                        | –     |
| 2022                                                     | „Ma’jbutnist’” (oraz Artem Piwowarow)                                | 16                           | –                            | 52                           | 69                           | –                            | –                            | –                            | –                            | –                            | –                            | –                            | –                            | –                            | –                            | –                            | –                            | –                            | –                            | –                            | –                            | –                            |                        | –     |
| 2022                                                     | „Stefania” (jako Kalush Orchestra)                                   | 1                            | 1                            | 1                            | 1                            | 26                           | 22                           | 2                            | 9                            | 36                           | 30                           | 26                           | 1                            | 22                           | 19                           | 27                           | 11                           | 7                            | 5                            | 38                           | 53                           | 98                           | - POL: platynowa płyta | –     |
| 2022                                                     | „In the Shadows of Ukraine” (jako Kalush Orchestra, oraz The Rasmus) | 1                            | 30                           | 1                            | 2                            | –                            | –                            | –                            | –                            | –                            | –                            | –                            | –                            | –                            | –                            | –                            | –                            | –                            | –                            | –                            | –                            | –                            |                        | –     |
| 2022                                                     | „Nasze domy” (jako Kalush Orchestra, gościnnie: Szpaku)              | 4                            | –                            | 15                           | 29                           | –                            | –                            | –                            | –                            | –                            | –                            | –                            | –                            | –                            | –                            | –                            | –                            | –                            | –                            | –                            | –                            | –                            | - POL: złota płyta     | –     |
| 2022                                                     | „Schedriwka” (jako Kalush Orchestra)                                 | –                            | –                            | –                            | –                            | –                            | –                            | –                            | –                            | –                            | –                            | –                            | –                            | –                            | –                            | –                            | –                            | –                            | –                            | –                            | –                            | –                            |                        | –     |
| 2022                                                     | „Numo Kozaki” (jako Kalush Orchestra, gościnnie: Kozak Siromaha)     | 12                           | –                            | 12                           | 29                           | –                            | –                            | –                            | –                            | –                            | –                            | –                            | –                            | –                            | –                            | –                            | –                            | –                            | –                            | –                            | –                            | –                            |                        | –     |
| 2022                                                     | „Batkiwszczyna” (oraz Skofka)                                        | 1                            | –                            | 1                            | 1                            | –                            | –                            | –                            | –                            | –                            | –                            | –                            | –                            | –                            | –                            | –                            | –                            | –                            | –                            | –                            | –                            | –                            |                        | –     |
| „–” oznacza, że singel nie był notowany na danej liście. |                                                                      |                              |                              |                              |                              |                              |                              |                              |                              |                              |                              |                              |                              |                              |                              |                              |                              |                              |                              |                              |                              |                              |                        |       |

Jako gościnni artyści
| Rok                                                     | Tytuł                                                                                          | Najwyższa pozycja na liście | Album |
| Rok                                                     | Tytuł                                                                                          | UKR                         | Album |
| Rok                                                     | Tytuł                                                                                          | YouTube                     | Album |
| ------------------------------------------------------- | ---------------------------------------------------------------------------------------------- | --------------------------- | ----- |
| 2020                                                    | „Sterzhen” (Alyona Alyona, gościnnie: Kalush, Oto’j, Bilyi Bo, Szerszen, Dyktor & Dyadya Vova) | –                           | Galas |
| 2020                                                    | „Pożowkla wesna” (Dima Warwaruk, gościnnie: Kalush, Vláda)                                     | –                           | –     |
| 2021                                                    | „Balabon” (Panini, gościnnie: Kalush)                                                          | –                           | –     |
| 2021                                                    | „Peremoha” (Okean Elzy, gościnnie: Kalush)                                                     | 78                          | –     |
| „–” oznacza, że utwór nie był notowany na danej liście. |                                                                                                |                             |       |

### Inne notowane utwory
Jako główni artyści
| Rok                                                     | Tytuł                                 | Najwyższe pozycje na listach | Najwyższe pozycje na listach | Najwyższe pozycje na listach | Album |
| Rok                                                     | Tytuł                                 | UKR                          | UKR                          | UKR                          | Album |
| Rok                                                     | Tytuł                                 | AirPlay                      | YouTube                      | All Media                    | Album |
| ------------------------------------------------------- | ------------------------------------- | ---------------------------- | ---------------------------- | ---------------------------- | ----- |
| 2021                                                    | „Ne Naprjagajsja” (gościnnie: Skofka) | –                            | 35                           | 60                           | Jo-jo |
| 2021                                                    | „Fajna” (gościnnie: Skofka)           | 7                            | 6                            | 11                           | Jo-jo |
| 2021                                                    | „Majakom” (gościnnie: Skofka)         | –                            | 36                           | 78                           | Jo-jo |
| 2021                                                    | „Ja idu” (gościnnie: Skofka)          | –                            | 81                           | –                            | –     |
| „–” oznacza, że utwór nie był notowany na danej liście. |                                       |                              |                              |                              |       |

### Inne utwory
Jako gościnni artyści
| Rok  | Tytuł                                                 | Album   |
| ---- | ----------------------------------------------------- | ------- |
| 2021 | „You ze fa” (Sasza Tab, gościnnie: Kalush)            | Galas   |
| 2021 | „Dobre pre” (Alyona Alyona, gościnnie: Kalush, Kukon) | Refresh |